# Ijen
Tổ hợp núi lửa Ijen là một nhóm các núi lửa hỗn hợp nằm trên ranh giới các huyện Banyuwangi và Bondowoso trong tỉnh Đông Java, Indonesia.
Nó nằm trong hõm chảo lớn hơn cũng gọi là Ijen, rộng khoảng 20 km. Núi lửa tầng Gunung Merapi là điểm cao nhất của tổ hợp này. Tên gọi "Gunung Merapi" có nghĩa là "núi lửa" trong tiếng Indonesia (api là "lửa"). Núi Merapi ở Trung Java và núi Marapi ở Sumatra có cùng từ nguyên này.
Phía tây Gunung Merapi là núi lửa Ijen, có hồ miệng núi lửa màu xanh ngọc với chỗ rộng nhất khoảng 1 km (0,62 dặm Anh). Miệng hồ núi lửa Ijen có bán kính 361 m, diện tích bề mặt là 410.000 m2, chỗ sâu nhất đạt 200 m và có thể tích 36.000.000 m³. Nước hồ màu xanh ngọc, có nồng độ axit sulfuric cao.
Hồ này là nơi diễn ra hoạt động khai thác lưu huỳnh tốn sức lao động, trong đó các giỏ chứa đầy lưu huỳnh được vận chuyển bằng tay từ đáy miệng núi lửa. Công việc được trả lương cao nếu xét đến chi phí sinh hoạt trong khu vực, nhưng rất nhọc nhằn.